# Mitski
Mitsuki Miyawaki (Japão, 27 de setembro de 1990) é uma cantora, compositora e musicista nipo-americana. Mitski lançou por conta seus dois primeiros álbuns, Lush (2012) e Retired from Sad, New Career in Business (2013), enquanto ainda estudava no Conservatório de Música da Purchase College. Depois de se formar, ela lançou seu terceiro álbum de estúdio, Bury Me at Makeout Creek (2014), pela gravadora Double Double Whammy. Este foi seguido por Puberty 2 (2016) e Be the Cowboy (2018), ambos lançados pela Dead Oceans. Retornou com Laurel Hell (2022) e depois The Land Is Inhospitable and So Are We (2023) também lançados pela Dead Oceans.

## Primeiros anos
Mitsuki Miyawaki, registrada como Mitsuki Laycock nasceu em 27 de setembro de 1990, no Japão, filha de um pai americano e uma mãe japonesa. Durante toda sua infância e parte da adolescência, ela vivia em constante mudança, tendo vivido em treze países diferentes, como Turquia, China, Malásia e República Democrática do Congo, antes de se mudar definitivamente para os Estados Unidos. Mitski diz que ela tinha 18 anos quando escreveu sua primeira canção.

## Carreira
Depois de ingressar na Faculdade Hunter (pertencente à Universidade Municipal de Nova Iorque) para estudar cinema, Mitski decidiu seguir carreira em música e transferiu-se para o Conservatório de Música da Universidade Estadual de Nova Iorque em Purchase (Purchase College), onde estudou composições de estúdio. Durante seu tempo em Purchase, ela gravou e lançou por conta própria seus primeiros dois álbuns baseados em piano, Lush (2012) e Retired from Sad, New Career in Business (2013), como projetos estudantis.
Depois de graduar-se, ela serviu como vocalista para a banda de metal progressivo de curta duração Voice Coils e começou a trabalhar em seu terceiro álbum de estúdio, Bury Me At Makeout Creek, que foi lançada em 11 de novembro de 2014, através da gravadora independente Double Double Whammy. O álbum representou sua partida sonora de um histórico de piano orquestral e clássico encontrando nos primeiro e segundo álbuns, trocando-o por violão/guitarra impulsivo e "cru". Com isto, recebeu elogios de inúmeras publicações.
Em 22 de dezembro de 2015, Mitski assinou com a gravadora independente Dead Oceans antes de lançar novas músicas no ano seguinte. Ela anunciou seu quarto álbum de estúdio, Puberty 2 em 1 de março de 2016 e compartilhou seu single principal, "Your Best American Girl". Lançou outro single, "Happy", antes do lançamento do álbum em 17 de junho. O álbum foi gravado em um período de duas semanas no Acme Studios no condado de Westcheter, estado de Nova Iorque, e foi produzido pelo colaborador de longa data Patrick Hyland. O álbum recebeu aclamação universal da crítica musical especializada.
Em um episódio de 2016 do programa Hora da Aventura da Cartoon Network, sua música "Francis Forever" foi utilizada como cover pela personagem Marceline, a Rainha dos Vampiros.
Em 21 de fevereiro de 2017, a banda de rock alternativo The Pixies anunciou uma turnê pelos Estados Unidos com Mitski como artista de abertura. Em 1 de maio, um álbum de compilação que consistia em 100 músicas por diferentes artistas, intitulado Our First 100 Days, foi lançado. Ele incluía o cover de Mitski da música "Fireproof" da boy-band de pop britânica One Direction. A compilação visava arrecadar fundos para organizações que apoiavam causas ameaçadas pelas políticas propostas por Donald Trump. Mitski tocou um cover da dança em 2015, mas essa versão foi retirada desde então. Mitski também fez cover da canção clássica de Frank Sinatra de 1951 "I'm a Fool to Want You" para o álbum de compilação 7-Inches For Planned Parenthood. Em 4 de outubro, Lorde anunciou que Mitski seria a atração de abertura em algumas datas de sua turnê mundial Melodrama World Tour. Em 1 de novembro, um curta estrelando Mitski chamado Sitting foi lançado.
Em 20 de abril de 2018, Mitski juntou-se com a banda experimental Xiu Xiu na música "Between the Breaths" para a trilha sonora do filme de comédia-ficção científica How to Talk to Girls at Parties, baseada no romance gráfico homônimo. Em 14 de maio de 2018, o quinto álbum de Mitski, Be the Cowboy, foi disponibilizado para pré-venda sem anúncio prévio. O single principal, "Geyser", foi lançado no mesmo dia com seu respectivo videoclipe. O segundo single "Nobody", foi lançado em 26 de junho acompanhado de um videoclipe e o terceiro e último single que precedeu o álbum, "Two Slow Dancers", foi lançado em 9 de agosto  junto com um lyric video. Be the Cowboy foi lançado em 17 de agosto, através da gravadora Dead Oceans. Foi aclamado pela crítica especializada e nomeado como álbum do ano por um grupo de publicações incluindo Pitchfork e os sites Vulture e Consequence of Sound. Em janeiro de 2020, Mitski compartilhou sua nova música "Cop Car", uma obra nunca lançada da trilha sonora do filme Os Órfãos (2020).

## Vida pessoal
Mitski diz carregar consigo uma identidade intercultural, a qual qualifica como sendo “meio japonesa, meio americana, mas nenhuma das duas por completo”. Esse sentimento é frequente em suas composições musicais, as quais, não raro, trazem questões sobre pertencimento. Mitski diz ser uma pessoa bastante privada e se sente desconfortável com a atenção vinda do público. Ela busca, assim, manter sua vida pessoal de forma mais privada possível.

## Discografia

### Álbuns de estúdio
- Lush (2012)
- Retired from Sad, New Career in Business (2013)
- Bury Me at Makeout Creek (2014)
- Puberty 2 (2016)
- Be the Cowboy (2018)
- Laurel Hell (2022)
- The Land Is Inhospitable and So Are We (2023)

#### Extended plays (EPs)
- Audiotree Live (2015)

### Singles
| Título                             | Ano  | Álbum                                        |
| ---------------------------------- | ---- | -------------------------------------------- |
| "First Love / Late Spring"         | 2014 | Bury Me at Makeout Creek                     |
| "Townie"                           | 2014 | Bury Me at Makeout Creek                     |
| "I Don't Smoke"                    | 2014 | Bury Me at Makeout Creek                     |
| "I Will"                           | 2014 | Bury Me at Makeout Creek                     |
| "Your Best American Girl"          | 2016 | Puberty 2                                    |
| "Happy"                            | 2016 | Puberty 2                                    |
| "Between the Breaths"(com Xiu Xiu) | 2018 | How to Talk to Girls at Parties (Soundtrack) |
| "Geyser"                           | 2018 | Be the Cowboy                                |
| "Nobody"                           | 2018 | Be the Cowboy                                |
| "Two Slow Dancers"                 | 2018 | Be the Cowboy                                |
| "Cop Car"                          | 2020 | The Turning (Soundtrack)                     |
| "Working for the Knife"            | 2021 | Laurel Hell                                  |
| "The Only Heartbreaker"            | 2021 | Laurel Hell                                  |
| "Heat Lightning"                   | 2022 | Laurel Hell                                  |
| "Love Me More"                     | 2022 | Laurel Hell                                  |
| "Bug Like an Angel"                | 2023 | The Land Is Inhospitable and So Are We       |
| "Star"                             | 2023 | The Land Is Inhospitable and So Are We       |
| "Heaven"                           | 2023 | The Land Is Inhospitable and So Are We       |
| "My Love Mine All Mine"            | 2023 | The Land Is Inhospitable and So Are We       |

### Vídeos musicais
| Título                                  | Ano  | Diretor(a)                   | Ref.   |
| --------------------------------------- | ---- | ---------------------------- | ------ |
| "Strawberry Blond"                      | 2013 | Jovon Outlaw                 | [ 45 ] |
| "Goodbye, My Danish Sweetheart"         | 2013 | Ryan Galloway                | [ 46 ] |
| "Shame"                                 | 2013 | Alan Wertz                   | [ 47 ] |
| "Humpty"                                | 2013 | Jovon Outlaw                 | [ 48 ] |
| "Class of 2013"                         | 2013 | Jovon Outlaw                 | [ 49 ] |
| "I Want You"                            | 2013 | Jovon Outlaw                 | [ 50 ] |
| "Because Dreaming Costs Money, My Dear" | 2013 | Heather Barcelo              | [ 51 ] |
| "Circle"                                | 2013 | Alan Wertz                   | [ 52 ] |
| "Townie"                                | 2014 | Allyssa Yohana               | [ 53 ] |
| "Townie"                                | 2015 | Faye Orlove                  | [ 54 ] |
| "Your Best American Girl"               | 2016 | Zia Anger                    | [ 55 ] |
| "Happy"                                 | 2016 | Maegan Houang                | [ 56 ] |
| "A Burning Hill"                        | 2016 | Bradley Rust Gray            | [ 57 ] |
| "Geyser"                                | 2018 | Zia Anger                    | [ 44 ] |
| "Nobody"                                | 2018 | Christopher Good             | [ 32 ] |
| "Washing Machine Heart"                 | 2018 | Zia Anger                    | [ 58 ] |
| "A Pearl"                               | 2019 | Saad Moosajee and Art Camp   | [ 59 ] |
| "Working for the Knife"                 | 2021 | Zia Anger                    |        |
| "The Only Heartbreaker"                 | 2021 | Maegan Houang and Jeff Desom |        |
| "Love Me More"                          | 2022 | Christopher Good             |        |
| "Bug Like an Angel"                     | 2023 | Noel Paul                    |        |
| "My Love Mine All Mine"                 | 2023 | A. G. Rojas                  |        |
| "Star"                                  | 2024 | Maegan Houang                |        |